# باهرة تيكويلانا
باهرة تِكوِلانة أو (نقحرة: تيكويلانا) (الاسم العلمي: Agave tequilana) هو نوع من النباتات يتبع جنس الباهرة من الفصيلة الهليونية.